# 1643
Năm 1643 (số La Mã: MDCXLIII) là một năm thường bắt đầu vào thứ năm trong lịch Gregory (hoặc một năm thường bắt đầu vào Chủ Nhật của lịch Julius chậm hơn 10 ngày).

## Sự kiện

### Tháng 3
- 25 tháng 3: Trương Hiến Trung công đánh Hoàng Châu.

### Tháng 7
- 7 tháng 7: trận cảng Eo tại Thuận Hóa.

### Tháng 8
- 5 tháng 8: Trương Hiến Trung công đánh Nhạc Châu.

### Tháng 10
- 3 tháng 10: Lý Tự Thành công chiếm Đồng Quan.
- 8 tháng 10: Phúc Lâm kế vị hoàng đế Mãn Thanh niên hiệu Thuận Trị.
- 12 tháng 10: Lý Tự Thành đánh chiếm Tây An.
- 20 tháng 10: Lý Tự Thành đánh Trường An.

### Tháng 11
- 4 tháng 11: Lý Tự Thành công chiếm Diên An.
- 27 tháng 11: Lý Tự Thành công đánh Du Lâm.

### Tháng 12
- 2 tháng 12: Trương Hiến Trung công chiếm Kiến Xương.
- 7 tháng 12: Trương Hiến Trung công chiếm Phủ Châu.
- 21 tháng 12: Lý Tự Thành công hãm Bình Dương.
- 24 tháng 12: Hứa Đô khởi sự.
- 26 tháng 12: Lý Tự Thành công chiếm Cam Châu.

## Mất
- 21 tháng 9: Hoàng đế Hoàng Thái Cực của người Mãn Châu